# 2016年至2017年香港高級組銀牌
2016–17年香港高級組銀牌是第 115 屆香港高級組銀牌的足球賽事。最終獲得高級組銀牌冠軍的球隊，可以與聯賽第二、三名及足總盃冠軍參與季後附加賽，爭奪2018年亞洲聯賽冠軍盃外圍賽的參賽資格。
東方龍獅為本屆賽事衛冕球隊。

## 參賽球隊
參賽球隊為同年度出席港超聯的 11 支球隊：
| 球隊     | 上屆成績     | 奪冠次數 |
| -------- | ------------ | -------- |
| 東方龍獅 | 冠軍         | 10 次    |
| 冠忠南區 | 亞軍         | 0 次     |
| 南華     | 準決賽出局   | 31 次    |
| 傑志     | 準決賽出局   | 5 次     |
| 理文流浪 | 半準決賽出局 | 4 次     |
| 元朗     | 半準決賽出局 | 1 次     |
| 香港飛馬 | 半準決賽出局 | 1 次     |
| 和富大埔 | 未有參賽     | 1 次     |
| 港會     | 未有參賽     | 5 次     |
| 標準灝天 | 未有參賽     | 0 次     |
| R&F富力  | 未有參賽     | 0 次     |

## 賽制
本屆賽事以一直過淘汰賽方式決出晉級隊伍。若雙方於法定時間九十分鐘內賽和，將會進行加時賽上、下半場各十五分鐘賽事，再未能分出勝負會以互射十二碼來決勝。

## 賽程
以下是本屆賽事之賽事秩序：
| 階段     | 抽籤日期     | 賽事日期                | 場數 | 球隊數目 |
| -------- | ------------ | ----------------------- | ---- | -------- |
| 第一圈   | 2016年9月9日 | 2016年9月17日–9月18日   | 3    | 11 → 8   |
| 半準決賽 | 2016年9月9日 | 2016年10月28日–10月30日 | 4    | 8 → 4    |
| 準決賽   | 2016年9月9日 | 2016年12月25日–12月26日 | 2    | 4 → 2    |
| 決賽     | 2016年9月9日 | 2017年1月15日           | 1    | 2 → 1    |

## 賽事資料

### 第一圈
| 2016年9月17日 SS01                              | 理文流浪 | 0–0 (加時) (3–4 )                                 | 香港飛馬 | 青衣運動場               |
| 14:30                                           |          | 報告                                              |          | 入場人數： 585 ： 吳超覺 |
|                                                 |          |                                                   |          |                          |
| 佐迪 · 許嘉樂 · 基頓 · 謝朗軒 · 葉頌朗 · 黃梓浩 |          | 利馬 · 迪亞高 · 艾華度 · 安基斯 · 黎洛賢 · 郭建邦 |          |                          |

| 2016年9月18日 SS02 | 九巴元朗 | 0–1  | 和富大埔 | 青衣運動場               |
| 14:30              |          | 報告 | 黃威 62' | 入場人數： 539 ： 何煒昇 |

| 2016年9月18日 SS03 | R&F富力 | 0–1  | 標準灝天   | 元朗大球場               |
| 17:30              |         | 報告 | 戴亞斯 25' | 入場人數： 307 ： 陳銘肇 |

### 半準決賽
| 2016年10月28日 SS04 | 傑志                                 | 3–0  | 香港飛馬 | 旺角大球場                 |
| 20:00               | 林柱機 38', 47'（十二碼） · 辛祖 56' | 報告 |          | 入場人數： 1,004 ： 陸建燊 |

| 2016年10月29日 SS05 | 南華 | 0–1  | 和富大埔 | 旺角大球場                 |
| 14:30               |      | 報告 | 黃威 70' | 入場人數： 1,345 ： 劉晃熙 |

| 2016年10月29日 SS06 | 東方龍獅                                    | 4–1  | 標準灝天   | 青衣運動場               |
| 17:30               | 李康廉 47', 50' · 基奧雲尼 86' · 麥基 90+3' | 報告 | 艾華頓 10' | 入場人數： 446 ： 吳超覺 |

| 2016年10月30日 SS07 | 冠忠南區                                          | 5–1  | 港會       | 青衣運動場               |
| 14:30               | 蘇沙 4' · 梁子成 37' · 夏志明 55', 58' · 禾達 80' | 報告 | 羅比高 11' | 入場人數： 316 ： 何煒昇 |

### 準決賽
| 2016年12月25日 SS08 | 傑志                          | 2–1  | 和富大埔     | 旺角大球場                 |
| 15:00               | 杜度 51'（烏龍球） · 辛祖 83' | 報告 | 中村祐人 60' | 入場人數： 2,235 ： 吳超覺 |

| 2016年12月26日 SS09 | 東方龍獅     | 1–0  | 冠忠南區 | 旺角大球場                 |
| 15:00               | 基奧雲尼 67' | 報告 |          | 入場人數： 2,660 ： 湯巨森 |

### 決賽
| 2017年1月15日 SS10 | 傑志                    | 2–1  | 東方龍獅       | 香港大球場                 |
| 15:00              | 林志堅 16' · 林恩許 78' | 報告 | 美路史拿域 54' | 入場人數： 6,216 ： 廖國文 |

## 外部連結
- 香港足球總會官方網站（页面存档备份，存于） （繁體中文）